# Aurora (ort i Brasilien, Ceará, Aurora)
Aurora är en ort i Brasilien.   Den ligger i kommunen Aurora och delstaten Ceará, i den östra delen av landet, 1 400 kilometer nordost om huvudstaden Brasília. Aurora ligger 273 meter över havet och antalet invånare är 10 757.
Terrängen runt Aurora är platt. Runt Aurora är det ganska glesbefolkat, med 36 invånare per kvadratkilometer.. Det finns inga andra samhällen i närheten.
Omgivningarna runt Aurora är huvudsakligen savann.